# Faisà mikado

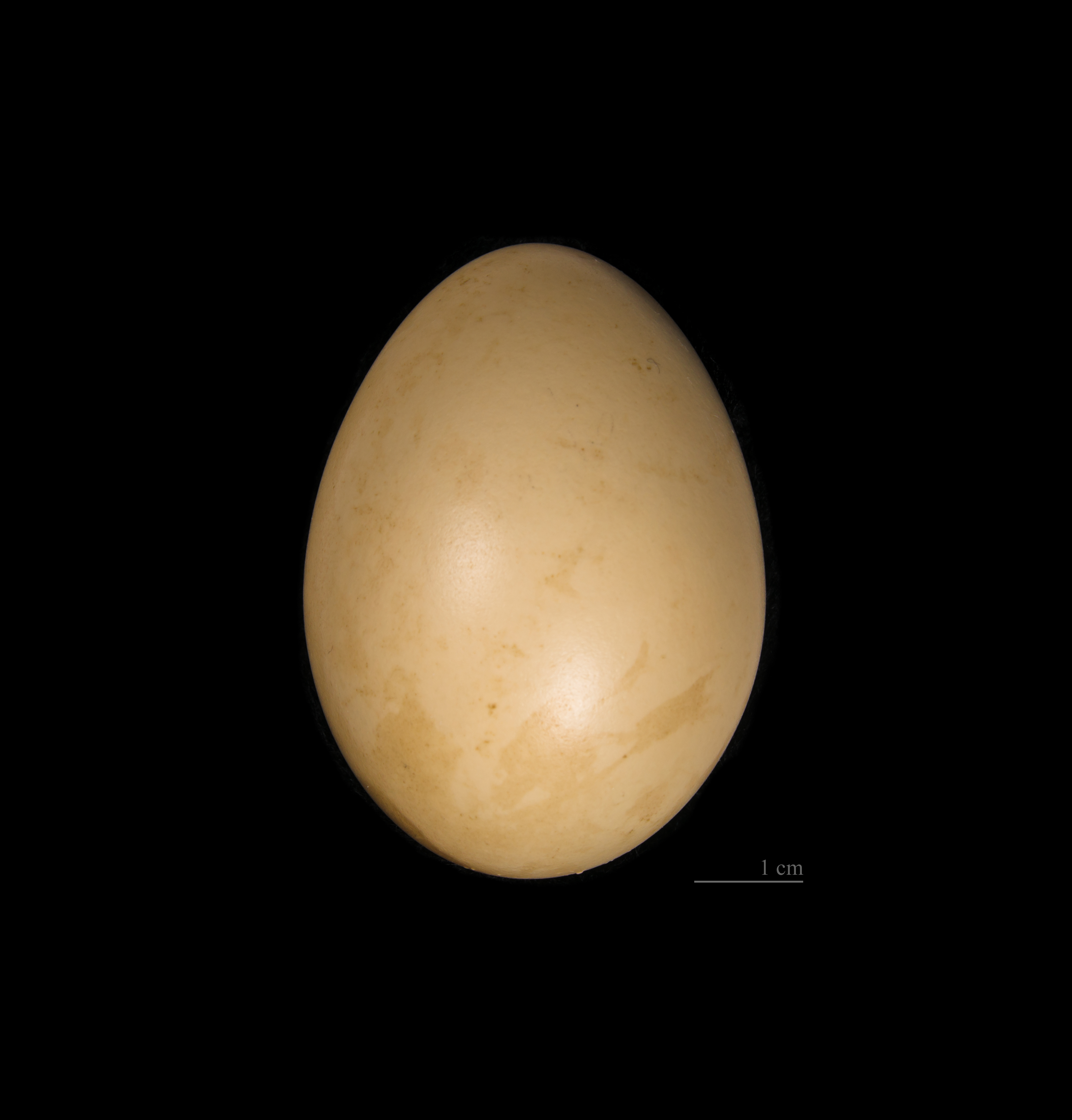
Ou

El faisà mikado (Syrmaticus mikado) és una espècie d'ocell de la família dels fasiànids (Phasianidae) que habita la selva de muntanya del centre de Taiwan.